# Ibieca
Ibieca ist eine nordspanische Gemeinde (municipio) mit 104 Einwohnern (Stand: 2024) im Zentrum der Provinz Huesca in der Autonomen Region Aragonien.

## Lage und Klima
Der Ort Ibieca liegt etwa achtzehn Kilometer (Fahrtstrecke) östlich der Provinzhauptstadt Huesca in einer Höhe von etwa 640 m. Das Klima ist gemäßigt und relativ feucht; Regen (ca. 532 mm/Jahr) fällt übers Jahr verteilt.

## Bevölkerungsentwicklung
| 1900 | 1910 | 1930 | 1940 | 1950 | 1960 | 1970 | 1981 | 1991 | 1999 | 2005 | 2011 | 2020 |
| ---- | ---- | ---- | ---- | ---- | ---- | ---- | ---- | ---- | ---- | ---- | ---- | ---- |
| 401  | 392  | 301  | 298  | 284  | 240  | 167  | 136  | 114  | 101  | 114  | 114  | 100  |

## Sehenswürdigkeiten
- Klemenskirche (Iglesia de San Clemente) aus dem 17./18. Jahrhundert
- Kirche San Miguel in der Wüstung Foces, zwischen 1249 und 1259 erbaut, zahlreiche Wandmalereien, Monumento historico nacional seit 1916

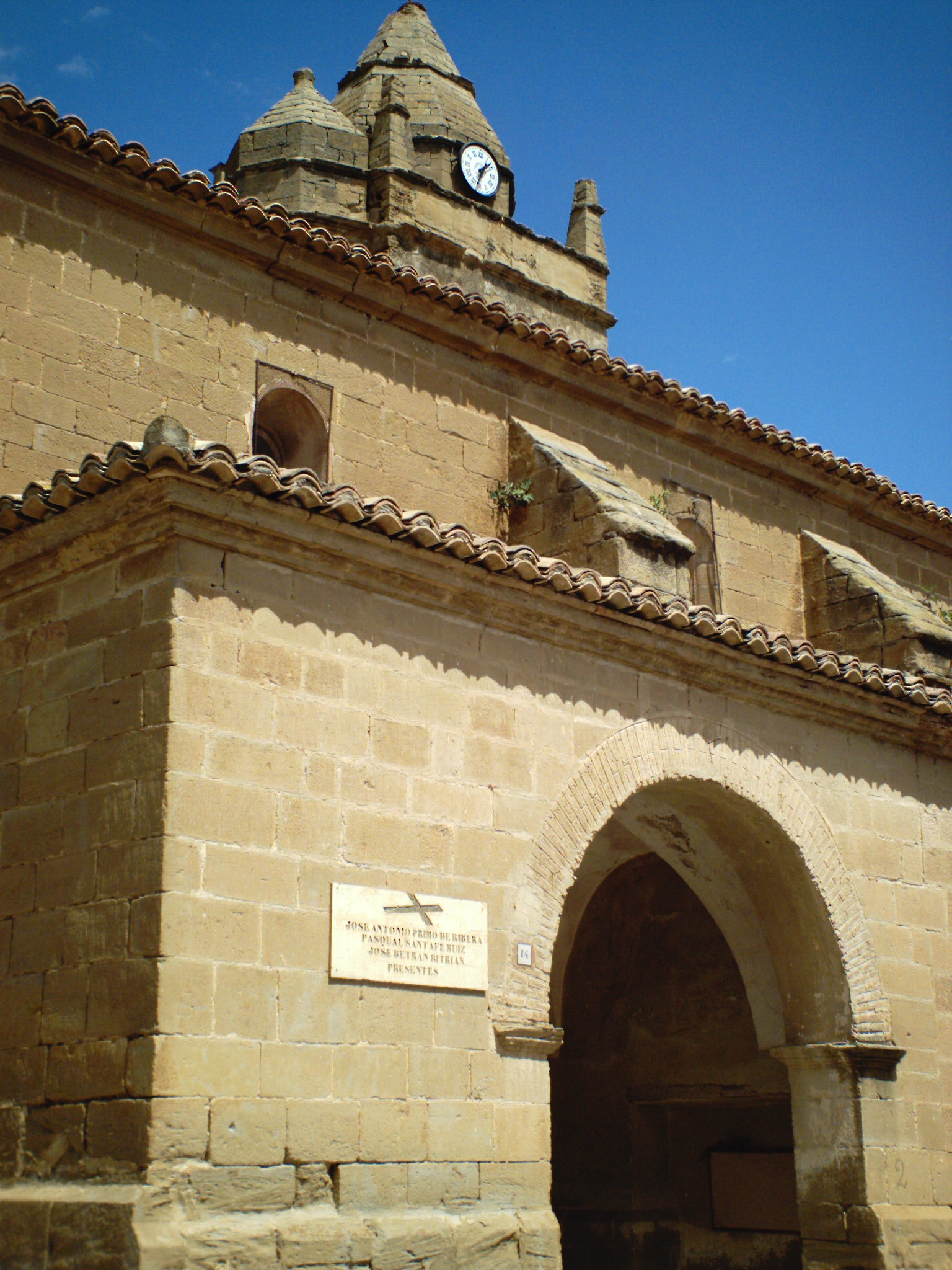
Klemenskirche